# Habia fuscicauda
Habia fuscicauda là một loài chim trong họ Cardinalidae.

## Hình ảnh

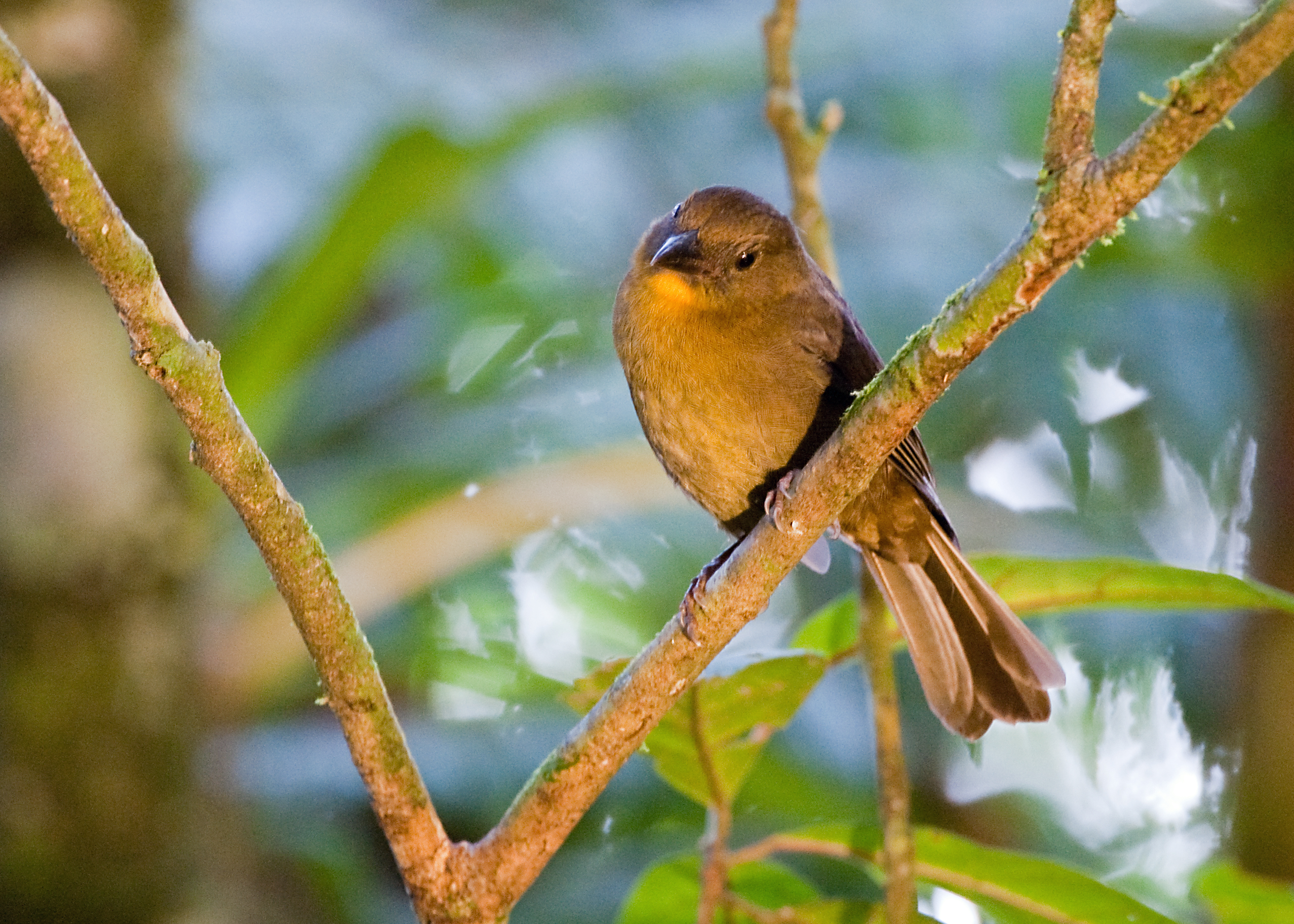
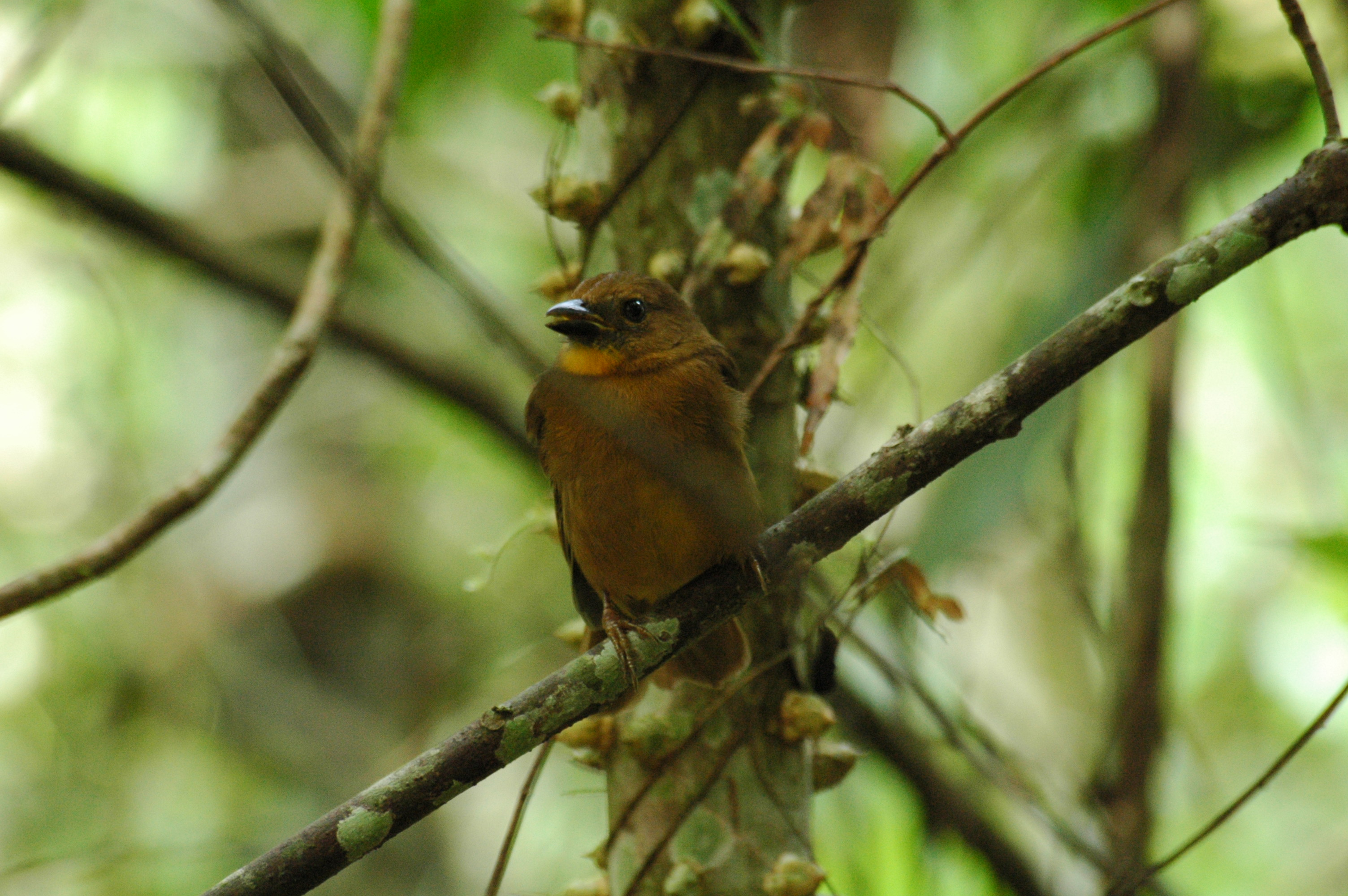
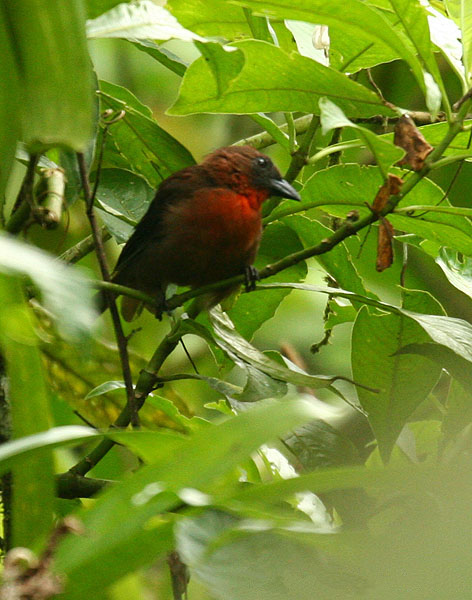
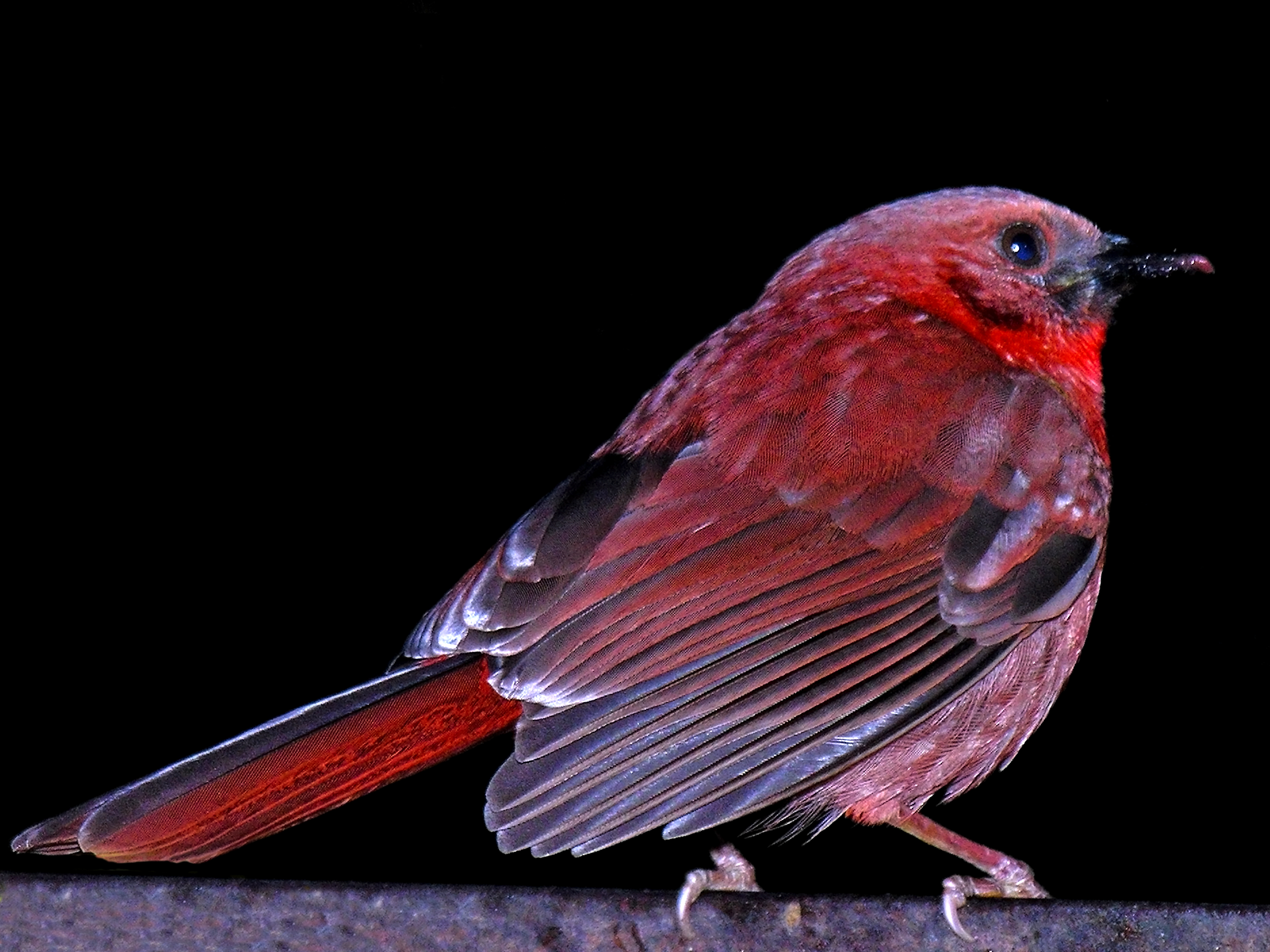